# Мескіаггашер
Мескіаггашер — напівлегендарний правитель стародавнього шумерського міста Урук, правління якого припадало приблизно на другу половину XXVIII століття до н. е.
Мескіаггашер був міфічним засновником першої династії Урука. На відміну від своїх наступників Енмеркара, Лугальбанди, Думузі й Гільгамеша, Мескіаггашер, окрім «Царського списку», не відомий ані з шумерського епосу, ані з легенд.